# Rolling Quartz
Rolling Quartz (en coreano: 롤링쿼츠) es una banda surcoreana de rock que debutó en diciembre de 2020 integrada por Jayoung en la voz, Iree y Hyunjung en las guitarras, Arem en el bajo y Yeongeun en la batería. 

## Historia
Rolling Quartz se formó como un grupo de rock de 5 miembros en agosto de 2019. Originalmente eran 2 bandas separadas, bajo los nombres de Rolling Girlz y Rose Quartz, pero se unieron en 1 solo grupo fusionando sus nombres para ser Rolling Quartz. Durante el primer año de su carrera Rolling Quartz actuó principalmente en clubes, especialmente en la región de Hongdae en Seúl, sin embargo, en 2020 pasaron a depender más de su presencia en las redes sociales debido a la pandemia del COVID-19.
En junio de 2020, aparecieron en el sencillo «Random» del dúo de productores 015B.
Rolling Quartz debutó oficialmente el 30 de diciembre de 2020 con el sencillo «Blaze» que fue acompañado por el lanzamiento de un video musical. El vídeo musical fue dirigido y producido por Zanybros. Todas las miembros participaron en la producción de la canción, incluyendo la letra, la composición y los arreglos.
El 10 de enero de 2021 la banda formó parte del evento de transmisión en vivo Ambitious Girls Rock 1 junto a otras bandas femeninas de rock coreanas y japonesas como Vincit, Velvet Sighs y Brats. En enero Rolling Quartz lanzó «Blaze» como un sencillo que incluía la versión instrumental del tema. En febrero la banda hizo su primera aparición en un programa musical debutando en M Countdown.
En agosto, la banda colaboró con AleXa, arreglando una versión rock de su sencillo «Xtra», que la banda interpretó con AleXa en MTV Asia.
En febrero de 2022, la banda lanzó su primer EP Fighting, que entró en el puesto 5 de la lista de álbumes de rock de Estados Unidos en iTunes, siendo la primera banda independiente coreana en conseguirlo.

## Miembros
- Jayoung (자영) - Vocalista
- Hyunjung (현정) - Guitarrista[7]
- Iree (아이리) - Guitarrista[7]
- Arem (아름) - Bajista[13]
- Yeongeun (영은) - Baterista[7]

## Discografía

### EPs
| Título            | Detalles | Posiciones más altas en las listas | Ventas |
| Título            | Detalles | KOR                                | Ventas |
| ----------------- | --- | ---------------------------------- | ------ |
| Fighting (화이팅) | - Lanzamiento: 8 de febrero de 2022 - Discográfica: Rolling Star Entertainment - Formatos: CD, Descarga Digital, Streaming Ver listaTrack listing 1. Delight 2. Holler 3. Rock'n'roll Paradise 4. Good Night (Dreamcatcher cover) 5. Azalea (Maya cover) (진달래꽃) 6. Higher | 38                                 |        |

### Single albums
| Título              | Detalles | Posiciones más altas en las listas | Ventas       |
| Título              | Detalles | KOR                                | Ventas       |
| ------------------- | --- | ---------------------------------- | ------------ |
| Blaze (블레이즈)    | - Lanzamiento: 21 de enero de 2021 - Discográfica: Rolling Star Entertainment - Formatos: CD, digital, streaming Ver listaTrack listing 1. Blaze (블레이즈) 2. Blaze (inst.) (블레이즈) | 67                                 |              |
| Hybrid (하이브리드) | - Lanzamiento: 26 de octubre de 2022 - Discográfica: Rolling Star Entertainment - Formatos: CD, digital, streaming Ver listaTrack listing 1. NAZABABARA 2. Sing Your Heart Out (심장의 노래) 3. NAZABABARA (inst.) 4. Sing Your Heart Out (inst.) (심장의 노래) 5. Sing Your Heart Out (Radio Edit.) (심장의 노래) | —                                  |              |
| Fearless            | - Lanzamiento: 20 de septiembre de 2023 - Discográfica: Rolling Star Entertainment - Formatos: CD, digital, streaming Ver listaTrack listing 1. Fearless 2. Fearless (inst.) | 67                                 | - KOR: 1,429 |
| Victory             | - Lanzamiento: 3 de julio de 2024 - Discográfica: Rolling Star Entertainment - Formatos: CD, digital, streaming Ver listaTrack listing 1. Victory 2. ONE 3. Stand Up 4. Red Wine | 85                                 | - KOR: 1,745 |

### Sencillos
| Título                 | Año  | Posición más alta en las listas | Ventas                            | Álbum          |
| Título                 | Año  | KOR                             | Ventas                            | Álbum          |
| ---------------------- | ---- | ------------------------------- | --------------------------------- | -------------- |
| "Blaze" (블레이즈)     | 2020 | —                               | Blaze                             |                |
| "Delight"              | 2022 | —                               | Fighting                          |                |
| "Good Night"           | 2022 | —                               | Fighting                          |                |
| "NAZABABARA"           | 2022 | —                               | Hybrid                            |                |
| "Fearless"             | 2023 | —                               | Fearless                          |                |
| "Reminiscence" (회상)  | 2023 | —                               | Sanulrim 50th Anniversary Project |                |
| "Stand Up"             | 2024 | —                               | Victory                           |                |
| "Victory"              | 2024 | —                               | Victory                           |                |
| "Random" Prod. by 015B | 2020 | —                               |                                   | New Edition 21 |

### Videografía

#### Videos Musicales
| Título                | Año  | Director               |
| --------------------- | ---- | ---------------------- |
| "Random"              | 2020 | 한승오                 |
| "Blaze"               | 2020 | Zanybros               |
| "Good Night"          | 2022 | Simon                  |
| "Delight"             | 2022 |                        |
| "Azalea"              | 2022 | Simon                  |
| "Holler"              | 2022 | Simon                  |
| "Nazababara"          | 2022 | Zanybros               |
| "Sing Your Heart Out" | 2022 | 한승오, Floppy & Simon |
| "Fearless"            | 2023 | Simon                  |
| "Reminiscence"        | 2023 | Hans Brothers          |
| "Stand Up"            | 2024 | Simon                  |
| "Victory"             | 2024 | Simon                  |
| "One"                 | 2024 | 한승오 (Han Seungoh)   |
| "Red Wine"            | 2024 | 한승오 (Han Seungoh)   |